# Barrio la Mina
Barrio la Mina är en ort i Mexiko.   Den ligger i kommunen Santa María Huatulco och delstaten Oaxaca, i den sydöstra delen av landet, 500 km sydost om huvudstaden Mexico City. Barrio la Mina ligger 222 meter över havet och antalet invånare är 388.
Terrängen runt Barrio la Mina är kuperad norrut, men söderut är den platt. Runt Barrio la Mina är det ganska tätbefolkat, med 60 invånare per kvadratkilometer. Närmaste större samhälle är Santa María Huatulco, 1,2 km söder om Barrio la Mina. I omgivningarna runt Barrio la Mina växer huvudsakligen savannskog.